# Канцеларија за децу и младе у Прокупљу
Канцеларија за децу и младе у Прокупљу је државна установа која окупља младе људе у циљу образовања и јачања друштвене свести и одговорности.
Кацеларија за децу и младе у Прокупљу је основана на Дан ослобођења Прокупља, 9. октобра 2009. године. Отворио је Министар омладине и спорта.
Млади окупљени око Канцеларије кроз ине рад и дружењ стичу велики број  пријатеља, обогаћују свој живот бавећи се хуманитарним радом и низом добровољних акција.
Канцеларија за децу и младе је место које окупља прокупачку омладину,помаже им да своје иницијативе и идеје реализују тако што успоставља контакте са Министарством за омладину и спорт,помаже им у изради пројеката и даје упутства за учешће на конкурсима за доделу средстава. Многи реализовани пројекти који су побољшали квалитет живота младих у прокупачкој општини реализовани су посредством ове Kанцеларије.
Радом канцеларије руководи координатор Канцеларије за децу и младе организује  предавања у којима се млада популација упознаје и ради на подизању еколошке свести, на укорењивању здравих стилова живота код младих и низ акција које су усмерене на подизање нивоа знања и културе младих. Циљ је да се пруже одговори и едукација из свих области које младе дотичу у периоду одрастања и сазревања. Посебно важно што се ради на образовању и усавршавању вршњачких едукатора, који најбоље и највештије језиком своје генерације преносе информације.
Волонтери су део Канцеларије за децу и младе и активно учествују у свим сегментима рада.